# Fèlix Sánchez Bas
Fèlix Sánchez Bas (nascut el 13 de desembre de 1975) és un entrenador de futbol català, actualment responsable de la selecció de futbol de Qatar.
Ha passat la major part de la seva carrera a Qatar, primer amb les seleccions juvenils fins a ser nomenat entrenador de la selecció sènior el 2017. El seu equip va guanyar la Copa Asiàtica de l'AFC 2019 i va ser semifinalista a la Copa d'Or de la CONCACAF 2021.

## Carrera
Entrenador juvenil del FC Barcelona, Sánchez es va traslladar a Qatar el 2006 i es va incorporar a l'Aspire Academy. L'any 2013, va ser nomenat entrenador de la selecció sub-19 de Qatar, i va guanyar l'any següent el campionat sub-19 de l'AFC.
El 3 de juliol de 2017, després d'una etapa amb els sub-20 i sub-23, Sánchez va substituir Jorge Fossati al capdavant de l'equip sènior. En el seu debut el 16 d'agost, va guanyar 1-0 contra Andorra en un amistós al St George's Park d'Anglaterra. L'equip va acabar l'any sense classificar-se per a la Copa del Món de la FIFA 2018, i va ser eliminat de la fase de grups de la 23a Copa del Golf Aràbic.
Sánchez va liderar Qatar al títol de la Copa Asiàtica de l'AFC per primera vegada al torneig del 2019, després d'haver guanyat els tres partits de grups i els partits d'eliminatòria, inclosa una victòria per 3-1 sobre Japó a la final, marcant 19 gols i encaixant només una vegada. El maig d'aquell any, va signar un nou contracte fins a la Copa del Món de la FIFA 2022, a Qatar. Setmanes després, l'equip va ser convidat a la Copa Amèrica 2019 al Brasil, quedant noquejat al grup. Al desembre, a la 24a Copa del Golf Aràbic a casa seva, l'equip va arribar a les semifinals.
Qatar també va ser convidat a la Copa d'Or de la CONCACAF 2021 als Estats Units, on els amfitrions els van eliminar per 1-0 a les semifinals. Al final de l'any, el seu equip va arribar a les semifinals de la Copa Àrab inaugural de la FIFA a casa seva, finalment va acabar tercer.

## Palmarès
Qatar sub-19
- Campionat AFC sub-19: 2014

Qatar
- Copa d'Àsia AFC: 2019